# Skeleton
Lo skeleton è uno sport invernale individuale in cui gli atleti scendono lungo una pista ghiacciata su una slitta dotata di pattini, stando sdraiati in posizione prona (a pancia in giù) con la testa in avanti e i piedi indietro. Tale postura caratteristica differenzia lo skeleton dallo slittino, dove gli atleti si sdraiano sulla schiena con la testa dietro e i piedi in avanti.
A differenza dagli altri sport della slitta, il bob e lo slittino, la gara coinvolge sempre concorrenti singoli. Come il bob, ma a differenza dello slittino, la gara comincia con una partenza di corsa durante la quale si spinge la slitta tenendola con una o, più raramente, due mani. La slitta dello skeleton è più sottile e più pesante di quella dello slittino, e lo skeleton permette al guidatore più controllo, rendendolo più sicuro dello slittino.  Lo skeleton è il più lento dei tre sport della slitta, dal momento che la posizione di stare sullo skeleton a faccia in giù con la testa in avanti è meno aerodinamica di quella di stare sullo slittino a faccia in su con i piedi in avanti.

## Significato e origine del nome
Il nome deriva dalla parola inglese skeleton che significa "scheletro", con cui si usa indicare la slitta, un semplice telaio dotato di pattini, utilizzata in questo sport.

## Storia

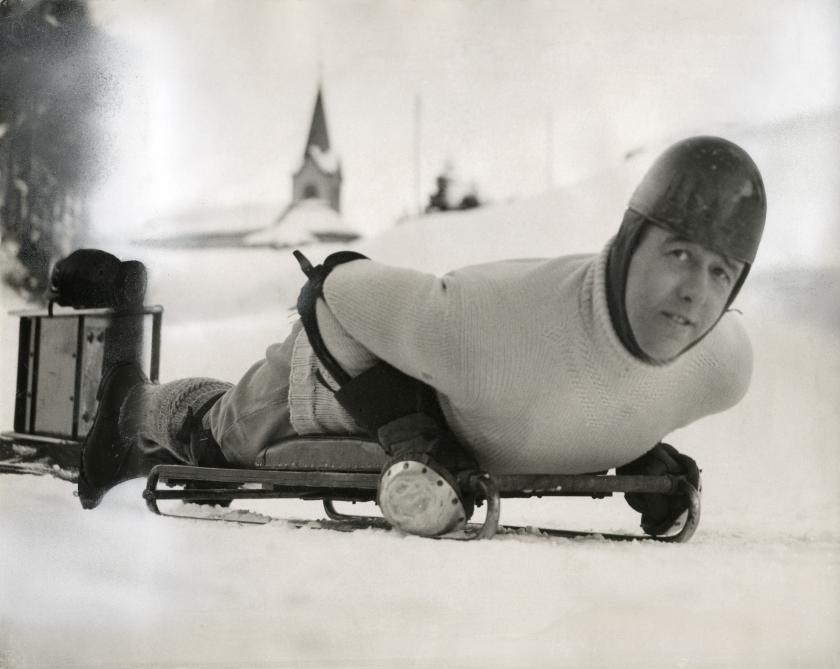
Lord Northesk a St. Moritz, gennaio 1935.

Lo skeleton è originario di St. Moritz, in Svizzera, dove nel gennaio 1885 fu costruita la Cresta Run, una pista in ghiaccio naturale lunga 1214 m, ritenuta la discesa più prestigiosa di questo sport. Per decenni le competizioni di skeleton si sono svolte soltanto a St. Moritz. Non a caso, lo skeleton fu inserito nel programma olimpico invernale di entrambe le edizioni dei Giochi ospitate dalla località svizzera, nel 1928 e nel 1948. Dopo un'assenza di oltre cinquant'anni, lo skeleton è stato reinserito nel programma olimpico a partire da Salt Lake City 2002.
Le gare di skeleton si svolgono prevalentemente su piste artificiali, le stesse utilizzate per le competizioni di bob e slittino, che devono essere lunghe almeno 1 200 metri e devono avere una pendenza massima del 12%.

## La slitta (skeleton) e altra attrezzatura
Lo skeleton è una slitta con l'intelaiatura d'acciaio, con una leggera imbottitura dove poggia l'atleta, munita di due pattini anch'essi d'acciaio. Il peso complessivo dello skeleton non può superare i 43 kg per gli uomini e i 29 kg per le donne. Come protezione, lo skeletonista indossa casco, tuta e scarpe.

## Svolgimento delle gare

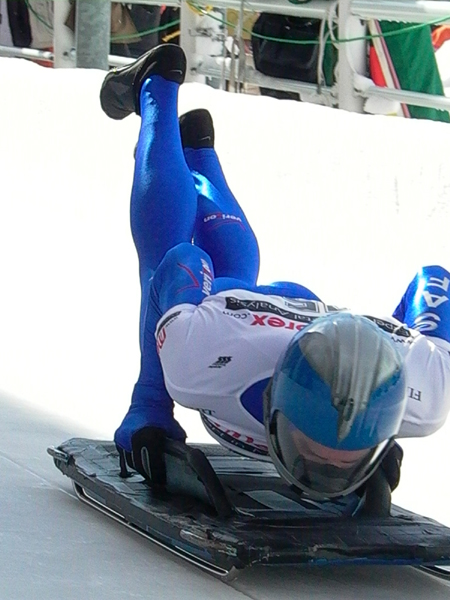
Lo skeletonista statunitense Brady Canfield in partenza.

Alla partenza, dopo una fase iniziale di spinta, che copre qualche decina di metri, l'atleta si posiziona sullo skeleton e scende lungo la pista guidando il suo mezzo soltanto con i movimenti del corpo, raggiungendo anche i 130 km/h. Le gare si svolgono normalmente in più manche, e vince l'atleta che ha realizzato il minor tempo complessivo.

## Organizzazioni
L'attività agonistica internazionale è organizzata dalla Federazione internazionale di bob e skeleton (FIBT). Le competizioni più importanti, oltre ai Giochi Olimpici, sono la Coppa del Mondo che ha inizio ai primi di dicembre e si conclude ai primi di febbraio e i Campionati mondiali i quali si disputano annualmente a febbraio successivamente all'ultima gara della Coppa del Mondo.
Tutte le gare vengono disputate in concomitanza con le competizioni bobbistiche.
In Italia lo skeleton rientra tra le discipline di competenza della Federazione italiana sport invernali (FISI).

## Competizioni internazionali di skeleton
- Skeleton ai Giochi olimpici
- Campionati mondiali di skeleton
- Campionati europei di skeleton
- Coppa del Mondo di skeleton
- Coppa Intercontinentale di skeleton
- Coppa Europa di skeleton
- Coppa Nordamericana di skeleton
- Campionati mondiali juniores di skeleton
- Campionati europei juniores di skeleton
- Skeleton ai Giochi olimpici giovanili